# Minerva (dívčí gymnázium)
Dívčí gymnázium Minerva v Praze je první dívčí gymnázium založené v roce 1890, a tudíž nejstarší v rakousko-uherské monarchii.

## Historie

### Snahy o otevření školy
Eliška Krásnohorská v roce 1890 založila spolek pro ženská povolání Minerva jako výsledek mnohaletého procesu emancipace žen.
Myšlenka zřízení veřejné dívčí školy nabývala konkrétnějších obrysů již kolem poloviny 19. století, avšak snahy se podařilo realizovat až v roce 1890. Dne 8. února 1890 vyšlo v časopise Ženské listy (vydávaný v Praze) Provolání českých žen k Říšské radě ve Vídni. Tím vrcholilo úsilí české veřejnosti o podporu přístupu žen k vyššímu vzdělání i ke vzdělání univerzitnímu. Na Říšské radě vystoupil mladočeský poslanec Karel Adámek s žádostí o povolení studia dívek na filozofických a lékařských fakultách i otevření samostatného dívčího gymnázia v Praze. Eliška Krásnohorská společně s několika zástupci české veřejnosti podala v červnu žádost o povolení otevření klasického dívčího gymnázia pro dívky.
Otevření školy mělo ohlas v Evropě. Současně se v české společnost vzedmula vlna odporu: vzdělání pro dívky je přepych, žena má jiné postavení, studiem ztrácí ženskost, bude následovat konkurenční boj mezi muži a ženami.
Vyučování bylo zahájeno 16. září 1890 a škola existovala do roku 1953, kdy byly školskou reformou gymnázia zrušena. V průběhu let několikrát změnila nejen místo svého působení, ale i svůj název. V roce 1953 bylo Gymnázium Krásnohorská změněno na 19. jedenáctiletou střední školu v Praze.
Dívčí škola splnila svoje poslání umožněním přístupu dívkám ke střednímu a vysokoškolskému vzdělání.

### Okolnosti

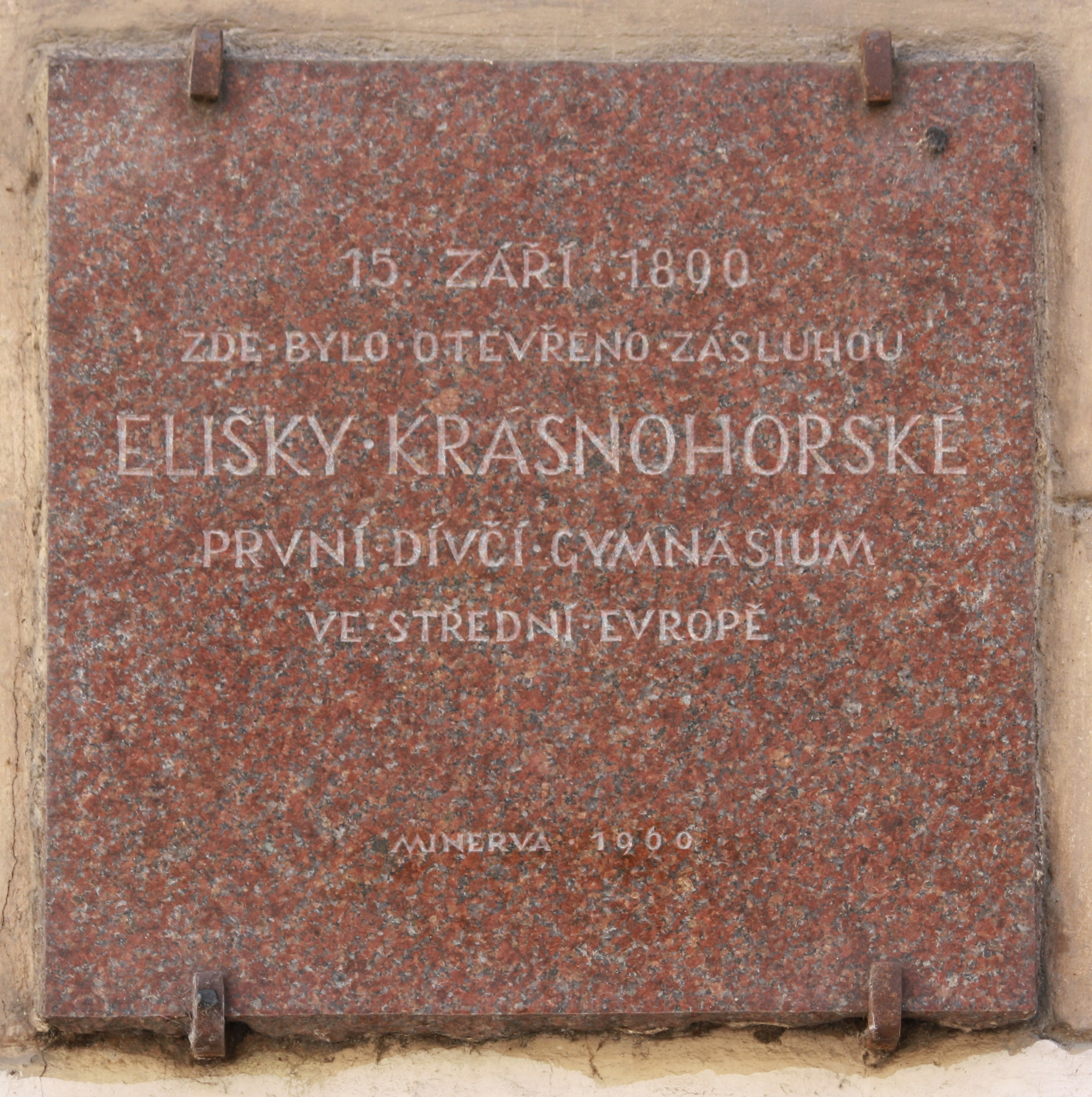
Pamětní deska gymnázia v na zdi školy v Pštrossově 15

V roce 1890, v roce zahájení výuky, neměla škola vlastní budovu a v prvních letech škola využívala budovu měšťanské školy v Pštrossově ulici v Praze-Novém Městě, kde měla Minerva pronajaty pro prvních 51 studentek dvě místnosti. Počet zájemkyň a studentek trvale stoupal, v roce 1897 již byly potřeba třídy tři a škola v letech 1897–1898 našla svoje umístění v Michnově letohrádku (Amerika), dnes sídlo Muzea Antonína Dvořáka. V dalších školních letech škola sídlila v nové budově ve Štěpánské ulici, znovu se vrátila do budovy v Pštrossově ulici (v budově nebyla tělocvična) a od roku 1913 bylo pět tříd umístěno paralelně i v Myslíkově ulici.
Mnohaletou snahou ředitelů školy bylo získat vlastní budovu, podařilo se to až řediteli Františku Machátovi v roce 1934, kdy školu navštěvovalo 742 dívek.
Gymnázium bylo až do roku 1920 soukromé, nemělo tzv. právo veřejnosti, škola neměla oprávnění vydávat maturitní vysvědčení, proto studentky skládaly maturitní zkoušku na Akademickém gymnáziu ve Štěpánské ulici. Poprvé byly externí maturity studentkám Minervy povoleny v roce 1894. K maturitě přistoupilo 16 studentek, tři maturovaly s vyznamenáním.
Vysvědčení z Akademického gymnázia neopravňovalo ke vstupu na univerzitu, to bylo umožněno až výnosem z 23. března 1897 (pro filozofickou fakultu). Podmínkou bylo rakouské státní občanství, dosažení věku 18 let a maturita s řečtinou, v případě že byly absolventkami lyceí, směly se stát jen mimořádnými studentkami. V roce 1900 bylo povoleno dívkám studium na lékařské a právnické fakultě a v roce 1911 na technických oborech.
Právo maturity na gymnáziu Minerva bylo povoleno až v roce 1907, kdy škola získala právo veřejnosti.

### První světová válka
Válečná léta do výuky školy výrazně zasáhla. V letech 1914–1918 byli někteří profesoři povoláni na frontu. Zbývající vyučující i studentky se zapojili do charitativních akcí, pomáhali Červenému kříži. Budova, ve které se vyučovalo, byla zabrána pro vojenské účely, pro studentky byly pronajaty dvě místnosti v Křemencově ulici. Školu navštěvovalo ve válečných letech 423 žákyň.
Při oslavách 70 let narození zakladatelky školy Elišky Krásnohorské v roce 1917 byla škola na její počest přejmenována z Městského dívčího gymnázia Minerva na Městské dívčí reálné gymnázium Krásnohorská.

### Meziválečné období
V letech 1918–1937 škola prožívala intenzivní rozvoj. Koncem první světové války se stal ředitelem školy František Machát. Po celou dobu své působnosti se snažil o získání vlastní budovy školy, i když mnoho let po válce škola stále fungovala na několika místech v několika budovách (Pštrossova ulice, Vojtěšská ulice, Myslíkova ulice a v lyceu ve vzdálených Holešovicích).
Po válce zájem o studium trvale stoupal. V roce 1922/23 ve 24 třídách studovalo 906 studentek (vzhledem k rozptýlení školy se musila škola rozdělit na dva celky), v roce 1937, kdy studovalo 929 žákyň, bylo přijímání dalších omezeno.
Jednání o novém umístění školy byla zdlouhavá a trvala mnoho let. V roce 1922 byla přislíbena budova v Lazarské ulici. Projekt architekti Antonín Karfík a František Kadlec zpracovali v roce 1930, škola byla kolaudována v polovině roku 1934. Byla to stavební adaptace a propojení čtyř stávajících školních budov (obecní, měšťanská, německá obecní a školy pro ženská povolání). Uvnitř nově vzniklého objektu byly dva dvory, nad rozlehlou tělocvičnou byla vybudována terasa. Vybavení školy bylo moderní a účelné, ve škole byly i posluchárny pro výuku odborných předmětů, kabinety vyučujících a zasedací síň. Nejštědřejším dárcem bylo město Praha. Ve vstupní hale byla umístěna busta Elišky Krásnohorské.

### Druhá světová válka
Druhá světová válka zastavila rozvoj školy. Změny byly provedeny v profesorském sboru, byly propuštěny nebo odešly profesorky a na jejich místa přijati pedagogové přicházející z německých pohraničních oblastí Sudet a ze Slovenska. Někteří učitelé a žákyně byli nuceni školu opustit z rasových důvodů (od roku 1940 bylo nutno předložit osvědčení o árijském původu). Škole byla odebrána i školní budova, od roku 1942 byla využívána pro vojenské účely a škola byla znovu přestěhována do nájmu do Vodičkovy a Školské ulice, vyučování bylo dokonce směnné. Došlo i k podstatnému omezení vyučovaných předmětů, dějepis a zeměpis byl vyučován jen se vztahem k německé říši, českou literaturu a filozofii nahradila německá konverzace.
Celý ročník 1921 byl po maturitě totálně nasazen.
Od roku 1942 bylo vysvědčení dvojjazyčné, prospěch byl klasifikován šesti známkami: velmi dobrý, dobrý, uspokojivý, dostatečný, sotva dostatečný a nedostatečný.

### Po roce 1945
Již 18. května 1945 byla otevřena oktáva, vyučovalo se i po část prázdnin až do poloviny září. Mohly se vrátit i žákyně, které musily školu opustit z rasových důvodů. V roce 1946 se škola vrátila do své budovy v Lazarské ulici, pro žákyně se vzdálenějších bydlišť bylo zajištěno v Žitné ulici internátní ubytování. Pro žákyně byla získána státní stipendia, byly pořádány zájezdy na hory, zajištěny přesnídávky a obědy.
V roce 1948 byla školní budova uvolněna pro nově vzniklou Pedagogickou fakultu Univerzity Karlovy a škola byla přemístěna do Školské ulice. Kvůli epidemii obrny začal školní rok až 30. září 1948 pro 230 žákyň v devíti třídách. Dne 21. května 1949 byl vydán výnos ministerstva školství, věd a umění kterým vznikly střední školy a gymnáziím ponechány je nejvyšší čtyři ročníky (kvinta až oktáva).
Od 7. května 1949 Gymnázium Krásnohorská bylo ponecháno jako jediná dívčí škola škola a od 1. září 1949 splynulo s gymnáziem ve Vodičkově ulici. V roce 1953 při změně školské soustavy gymnázia zcela zanikla.

## Systém a způsob vyučování
Pedagogická výuka byla vysoká. Systém vyučování byl převzat z Akademického gymnázia, které bylo gymnáziem klasickým s výukou latinou od primy a řečtinou od tercie. Kromě toho se v Minervě vyučovala čeština, matematika, fyzika, přírodopis, dějepis, zeměpis a náboženství. Nepovinnými předměty byla němčina, zpěv, těsnopis, od roku 1893 také francouzština, v posledních ročnících byla též vyučována filozofická propedeutika.
Maturita na Akademickém gymnáziu byla pro studentky Minervy podstatně náročnější, musily skládat zkoušky z více předmětů než bylo zvykem na státních gymnáziích. Jejich maturita se skládala se ze tří částí: předběžná z náboženství, přírodopisu a filozofické propedeutiky, písemná z latiny, řečtiny, češtiny, němčiny, matematiky a ústní z ostatních předmětů. Na maturitním vysvědčení v prvních letech chyběla klausule o umožnění studia na vysoké škole; maturantky mohly přednášky navštěvovat jen jako hospitantky bez práva skládat zkoušky. Po povolení řádného studia na filozofické fakultě v roce 1897 se ke studiu historie přihlásila Růžena Corvínová, moderní filologie Božena Jiránková, matematiky Marie Fabiánová a Jindřiška Hrabětová, přírodovědy Božena Rudolfová.
Začátkem 20. století byla mezi rodiči vyhlášena anketa, zda má škola dále zůstat gymnáziem klasickým nebo se změnit na gymnázium reálné (148 rodičů hlasovalo pro gymnázium klasické, jen 18 pro gymnázium reálné). Eliška Krásnohorská – zakladatelka školy – byla zásadně pro gymnázium klasické. Přesto došlo k určitému kompromisu: latina se nadále vyučovala od primy, klasické třídy s výukou řečtiny od tercie postupně zanikaly, až v roce 1925 zanikly zcela. Do předmětů byla doplněna od kvinty deskriptivní geometrie, od sexty a septimy chemie a od roku 1910 byla od tercie povinným předmětem francouzština. Od roku 1925 byla výuka zaměřena již výrazně jako výuka reálného gymnázia.
Kromě vyučovaných předmětů byla výrazně podporována umělecká výchova návštěvou výstav, nepovinnou výukou zpěvu a účinkováním při slavnostech a kulturních akcích pořádaných Minervou. Protože ve škole zpočátku nebyla tělocvična, bylo studentkách doporučováno docházet na cvičení do Sokola, byla podporována pěší turistika pořádáním společných výletů do okolí Prahy, (od roku 1911 měly studentky dokonce 50% slevu na dráze).
Od roku byla nepovinným jazykem polština, italština a angličtina (byla pociťována její stále větší potřeba) a ruština. Nepovinným jazykem se stala naopak francouzština a od roku 1927/28 byla latina vyučována až od tercie. Nepovinným předmětem byla estetická výchova, kreslení, hudební výchova, také zpěv, těsnopis, fyzikální a přírodopisná praktika.
V zimních měsících se vyučovalo 8–13.30 hod, v letních 7–12.30 hod s desetiminutovými a patnáctiminutovými přestávkami.

## Finanční zabezpečení
Vzhledem k tomu, že škola byla v počátečních letech soukromá, žádala trvale o finanční příspěvky. Od roku 1909 si profesoři musili sami platit nemocenské pojištění, protože fondy školy na to již nedostačovaly. Až od 1. září 1920 přešel profesorský sbor do státních služeb.
Od roku 1910 školu finančně zajišťovalo město Praha, škola se stala městským ústavem a od roku 1911 škola změnila název: Městské dívčí gymnázium Minerva.
Školné činilo v roce 1920 pololetně 100 Kč, od roku 1925 Kč 200. Spolek pro vyplácení nemajetných žaček vyplácel sociálně slabým měsíčně podpory, z dalších prostředků byla financována školní knihovna, která nemajetným půjčovala učebnice. Několik studentech dostávalo i mimoústavní stipendia. Otevřen byl i tzv. obědový fond.

## Ředitelé školy
Na škole za doby její existence působilo patnáct ředitelů.
Prvním ředitelem školy byl F. X. Prusík (1890–1891). Významným ředitelem byl Jiljí Vratislav Jahn, chemik a odborný spisovatel, který po odchodu do důchodu působil ve Společnosti pro průmysl chemický a současně byl ředitelem Minervy v letech 1895–1902. Krátce zde působil Ferdinand Hoffmeister v letech 1913–1914, kdy narukoval. Nejdéle působícím ředitelem byl František Machát (1917–1935), za jehož působení škola získala vlastní budovu, kladl velký důraz na vytvoření moderního ústavu a podařilo se mu zkonzolidovat profesorský sbor.
Další ředitelé: František Vosyka (1935–1939), dr. Jan Pich (1939–1940), dr. Bohumil Tenora (1940–1945), Ludmila Bousová (1946–1949), poslední ředitelkou byla Anna Jánská (1949–1953).

## Pedagogové školy
V prvních letech 1890–1891 vyučovali Josef Mach řečtinu, latinu a češtinu, Josef Votruba dějepis a zeměpis, Jan Fiedler dějepis a zeměpis, dr. Jiří Guth matematiku a fyziku, Karel Jírovec němčinu, Pavla Maternová vychovatelství, Terezie Poláková zpěv a P. Alois Mlčoch náboženství.
V dalších letech se řada studentek–absolventek Minervy stala vyučujícími: PhDr. Albína Honzáková (v letech 1901–1935 vyučovala češtinu, dějepis a zeměpis, vzpomínala na ni její žákyně Marie Úlehlová Tilschová), Klára Červenková, (1908–1924, zeměpis, dějepis, na ni vzpomínala Alice Masaryková), Marie Fabiánová (1901–1924 vyučovala matematiku a fyziku), Aloisie Pitlingová (1907–1939, čeština, němčina), Marie Pitlíková-Zahradníková (1912–1939 francouzština, němčina), Anna Smíšková (1913–1934, čeština, němčina, francouzština), dr. Libuše Scholzová (1913–1940, čeština, latina, řečtina, němčina), dr. Kateřina Vodňanská Steinová (1918–1924, latina, francouzština; po sňatku se přestěhovala s manželem na Slovensko, zahynula v koncentračním táboře v Lodži), dr. Klára Pražáková-Fuchsová (1915–1925, latina, řečtina; manželka dr. Alberta Pražáka), Jarmila Prokšová Evaldová (1925 3–1925, tělocvik), dr. Jarmila Šimáčková Kotrbová (1936–1946, čeština a němčina), dr. Olga Srbová-Spalová (1940–1945, čeština a francouzština).
Po celou dobu působení školy na ní působili výborní pedagogové: dr. Vladimír Novák v letech 1892–1898 vyučoval matematiku a fyziku, František Stýblo v letech 1900–1915 latinu, Žofie Votrubová v letech 1907–1915 matematiku, fyziku, zeměpis a dějepis, univ. prof. PhDr. Albert Pražák v letech 1908–1911 češtinu, dr. Josef Ogoun v letech 1915–1942 latinu, řečtinu a francouzštinu, Marie Lábová-Nadtoková v letech 1921–1925 tělocvik, Josef Hříbek v letech 1922–1937 chemii, zeměpis a matematiku, historik dr. Jaroslav Janáček v letech 1922–1950 latinu a dějepis, PhDr. Gustav Pallas, překladatel a literární vědec v letech 1923–1943 češtinu a němčinu, PhDr. Josef Polišenský v letech 1937–1939 dějepis a zeměpis, Josef Vocílka v letech 1923–1937 latinu a řečtinu, dr. Marie Khomová v letech 1924–1941 přírodopis, matematiku a fyziku, PhDr. Rudolf Mudroch v letech 1929–1931 francouzštinu a němčinu (zemřel v koncentračním táboře ve Flossenbürgu) a mnozí další.
Ve sborníku vydaném ke 100. výročí školy mnohé absolventky vzpomínají na léta studijní, vyslovují se uctivě ke svým vyučujícím.
S obdivem se vyjadřují o profesorovi Ogounovi, který se za války zapojil do ilegálního odboje.

## Studentky školy
V roce 1895 bylo zapsáno 51 studentek, 16 se dostavilo k maturitě v roce 1895, tři prospěly s vyznamenáním. Jedenáct z nich pokračovalo v univerzitních studiích.
První promovanou ženou byla Marie Zdeňka Baborová (1901). Její promoce byla velkou událostí. Po projevu rektora a děkana dostala zlatý řetěz a na prst zlatý prsten na důkaz, že prospěla s vyznamenáním. Její promoce se zúčastnila řada známých osobností, mj. spisovatelky Věnceslava Lužická, Tereza Nováková, členky Národního divadla Růžena Maturová a Hana Kvapilová, Josefa Náprstková a Zdeňka Hlávková, ale také Jaroslav Vrchlický, František Ladislav Rieger, Jan Gebauer a zástupkyně několika ženských spolků (Spolek českých učitelek, Ústřední spolek českých žen, Americký klub dam a Ženský výrobní spolek), celý vyučující sbor a všechny žákyně oktávy.
Druhou promocí v témže roce byla promoce Marie Fabiánové, která v té době na Minervě učila matematiku, její promoci se zúčastnily všechny její žákyně.
Prvními promovanými lékařkami byly Anna Honzáková (1902; vzpomíná na ni Marie Úlehlová Tilschová) a v roce 1904 Eliška Vozábová.
V roce 1903 promovaly absolventky Minervy Alice Masaryková (promoce v roce 1903), Marie Komínková, provd., Bydžovská, Olga Šrámková, Marie Opolská, provd. Babáková a Rozálie Machová.
V roce 1904 promovaly absolventky Bohumila Peigerová, Eliška Vozábová (jedna z prvních lékařek), lékařkou byla i Ludmila Nová, Anna Smíšková (autorka školní opery, zemřela roku 1934), Kateřina Steinová Vodňanská (překladatelka).
Mezi studentkami a absolventkami školy jsou další významné a známé osobnosti – první česká inženýrka architektka Milada Petříková-Pavlíková (projektovala bez honoráře budovy pro sociální účely, mj. v roce 1929/32 Spolkový dům Zemského klubu ve Smečkách (dnešní sídlo pražského Činoherního klubu), spisovatelky Hana Prošková, Milada Součková, Miroslava Tomanová, Jarmila Loukotková, Marie Úlehlová-Tilschová (propagátorka zdravé výživy), Heda Zvěřinová Průchová, novinářka Milena Jesenská (Minervu navštěvovala v letech 1907–1915), herečky, zpěvačky a operní pěvkyně Marie Jeremiášová Budíková, Růžena Nasková, Nataša Gollová, Jana Dítětová a Ljuba Hermanová.

## Kronika
Zachovaly se kroniky ze školních let 1890/91–1935/36 a let 1947–1952; jsou uloženy v Archivu hlavního města Prahy. V archivu jsou uloženy také Výroční zprávy uvádějící počty žaček v jednotlivých ročnících.

## Obdobné školy
Druhé dívčí gymnázium založil řád školských sester svatého Františka roku 1905 na Královských Vinohradech v Korunní ulici. Nacházelo se ve staré nízké budově původní zástavby. Moderní budova, jejíž zajímavostí je astronomická observatoř umístěná ve střešní kupoli (dnes sídlo Arcibiskupského gymnázia), byla postavena až ve 20. letech 20. století. Mezi oběma ústavy panovala určitá rivalita.
Soukromé gymnázium Minerva, které přešlo v roce 2008 do úpadku, nemělo s dívčím gymnáziem Minerva nic společného. Naopak, jako pokračovatel tohoto gymnázia se hlásí dnešní Gymnázium Elišky Krásnohorské v Ohradní ulici v Praze 4.